# Overbrook
 (janvier 2021).
La ville américaine de Overbrook est située dans le comté d’Osage, dans l’État du Kansas. Elle comptait 1 058 habitants lors du recensement de 2010.

## Source
- (en) Cet article est partiellement ou en totalité issu de l’article de Wikipédia en anglais intitulé « Overbrook, Kansas » (voir la liste des auteurs).